# Чернов Віктор Іванович

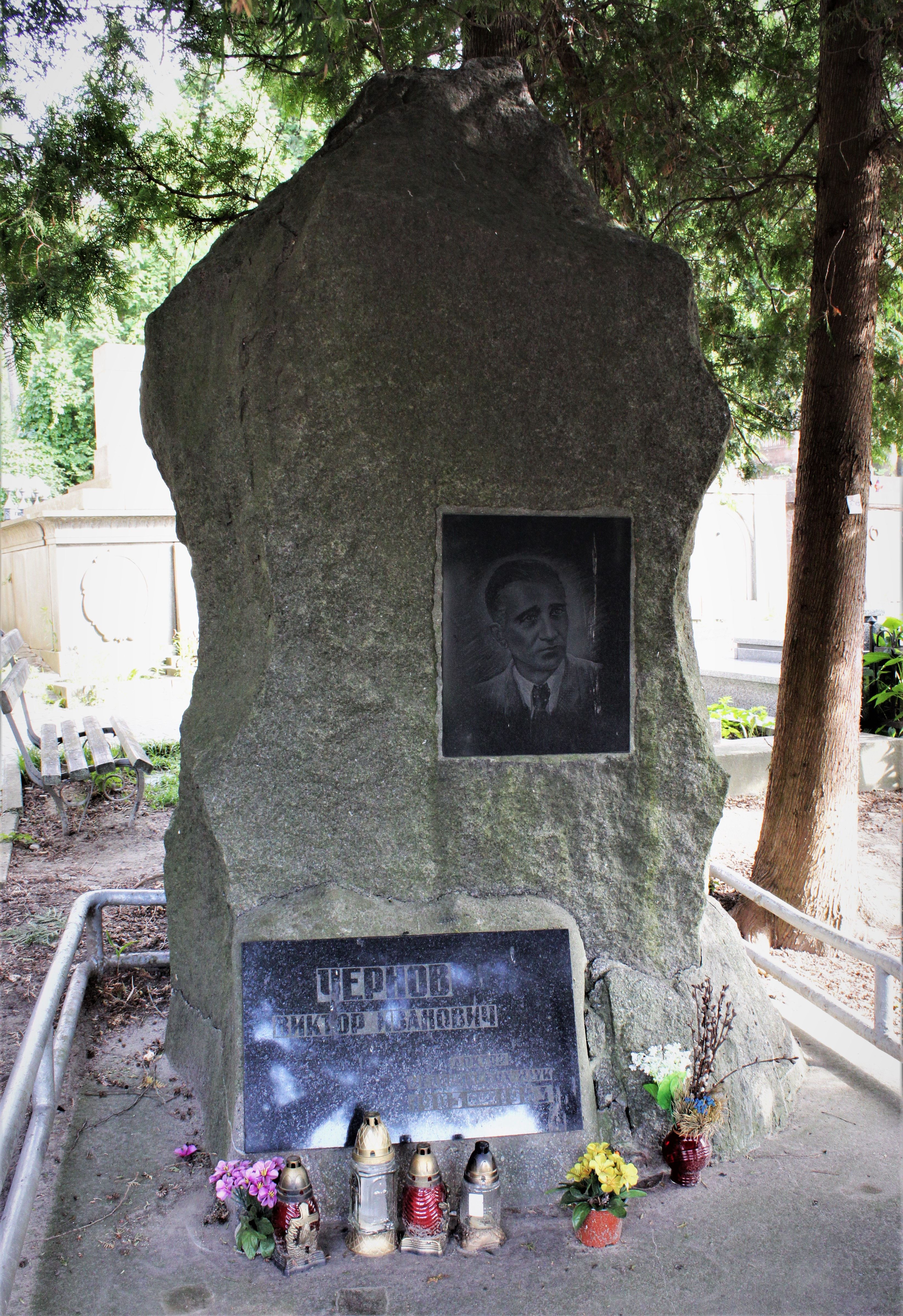
Нагробок на могилі Віктора Чернова.

Віктор Іванович Чернов (31 січня 1903, с. Кевдо, Російська імперія — 8 квітня 1963, Львів, УРСР) — український і узбецький лікар російського походження, доктор медичних наук, завідувач кафедр шпитальної терапії, пропедевтичної терапії Львівського медичного інституту.

## Біографія
У 1924 році закінчив Саратовський ветеринарний інститут. У 1930 році закінчив медичний факультет Ташкентського медичного інституту. У тому ж році призначений інспектором Ташкентського міськздороввідділу. З 1932 до 1941 року був головним лікарем урядової поліклініки Узбецької РСР. Паралельно у 1930-34 працював ординатором Ташкентського інституту невідкладної допомоги. Викладав на посаді асистента Ташкентського інституту удосконалення лікарів у 1935-37 роках, з 1937 до 1941 року працював асистентом кафедри пропедевтичної терапії Ташкентського медичного інституту. Захистив дисертацію на тему «Рухова функція дванадцятипалої кишки при деяких захворюваннях органів черевної порожнини» на ступінь кандидата медичних наук у 1941 році.
Під час радянсько-німецької війни 1941–1945 років був начальником фронтових шпиталів.
З 1945 року працював у Львівському медичному інституті. До 1948 року викладав асистентом кафедри шпитальної терапії. Тоді призначений завідувачем кафедри. У 1949 році отримав звання доцента. З 1950 року став завідувачем кафедри пропедевтичної терапії. У 1963 році захистив дисертацію на ступінь доктора медичних наук на тему «Порівняльна клінічна оцінка лікувальної дії деяких глікозидів при недостатності кровообігу».
Дружина - Чернова Ганна Гнатівна, доцент кафедри пропедевтики внутрішніх хвороб, гепатолог. Донька Ірина - мистецтвознавець.

## Наукові дослідження
Вивчав порушення моторно-евакуаторної функції дванадцятипалої кишки при деяких захворюваннях. Досліджував проблеми причин та лікування серцевої недостатності з використанням серцевих глікозидів. Займався питаннями лікування гіпертонічної хвороби на курорті Великий Любінь.
Помер у Львові, похований на 3 полі Личаківського цвинтаря.

## Наукові праці
Автор близько 30 наукових праць.
- Двигательная функция двенадцатиперстной кишки при некоторых заболеваниях органов брюшной полости (канд. дис.). Ташкент, 1941
- Лечение гипертонической болезни на курорте Любень Великий. Врач Дело 1951, № 6
- Применение никотиновой кислоты при лечении острых паренхиматозных гепатитов. Врач Дело 1951, № 11
- Лечение сердечной недостаточности конваллотоксином. Тер Арх 1959, № 5;
- Сравнительная клиническая оценка лечебного действия некоторых гликозидов при недостаточности кровообращения (докт. дис.). Львів, 1963.

## Додатково
- Врач Дело 1963, № 7: 156
- Львівський державний медичний інститут. Львів, Словник, 1994: 131, 161
- Архів ЛНМУ, спр.14396 [фото].